# Gurbești (gmina Spinuș)
Gurbești – wieś w Rumunii, w okręgu Bihor, w gminie Spinuș. W 2011 roku liczyła 134 mieszkańców.